# Champillon
Champillon ist eine französische Gemeinde mit 511 Einwohnern (Stand 1. Januar 2022) im Département Marne in der Region Grand Est (vor 2016 Champagne-Ardenne). Sie gehört zum Arrondissement Épernay und zum Kanton Épernay-1. Die Einwohner werden Champillonais genannt.

## Geographie
Champillon liegt etwa fünf Kilometer nordnordöstlich von Épernay und etwa 22 Kilometer südlich von Reims. Umgeben wird Champillon von den Nachbargemeinden Saint-Imoges im Norden und Osten, Aÿ-Champagne im Südosten, Dizy im Süden sowie Hautvillers im Westen.

## Bevölkerungsentwicklung
| Jahr                       | 1962 | 1968 | 1975 | 1982 | 1990 | 1999 | 2006 | 2011 | 2018 |
| Einwohner                  | 327  | 357  | 453  | 551  | 533  | 528  | 509  | 526  | 509  |
| Quellen: Cassini und INSEE |      |      |      |      |      |      |      |      |      |

## Sehenswürdigkeiten

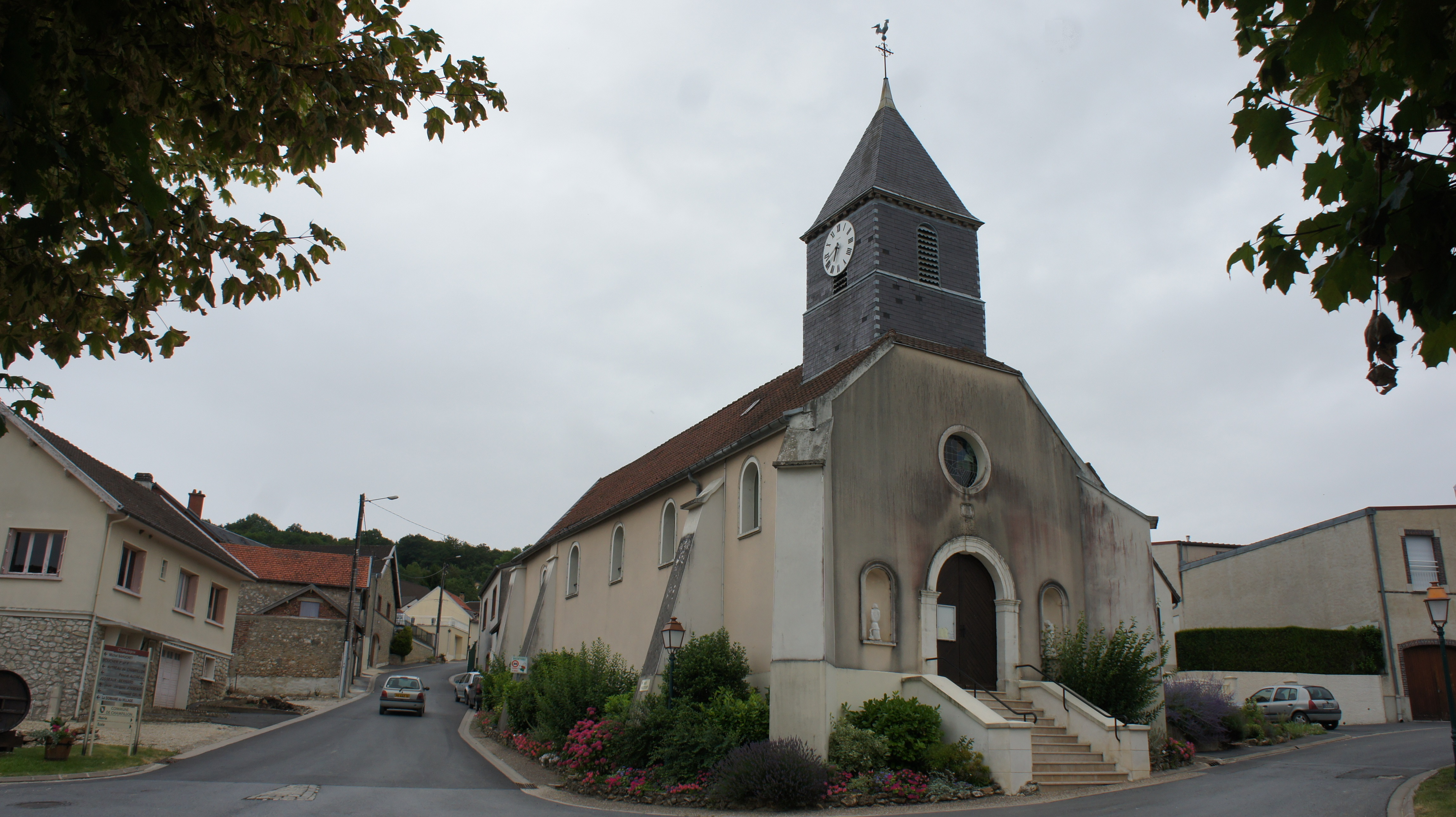
Kirche Saint-Barnabé

- Kirche Saint-Barnabé